# Rio do Antônio (vattendrag)
Rio do Antônio är ett vattendrag i Brasilien.   Det ligger i delstaten Bahia, i den östra delen av landet, 700 km öster om huvudstaden Brasília.
Omgivningarna runt Rio do Antônio är huvudsakligen savann. Runt Rio do Antônio är det glesbefolkat, med 9 invånare per kvadratkilometer.